# Saint Mors

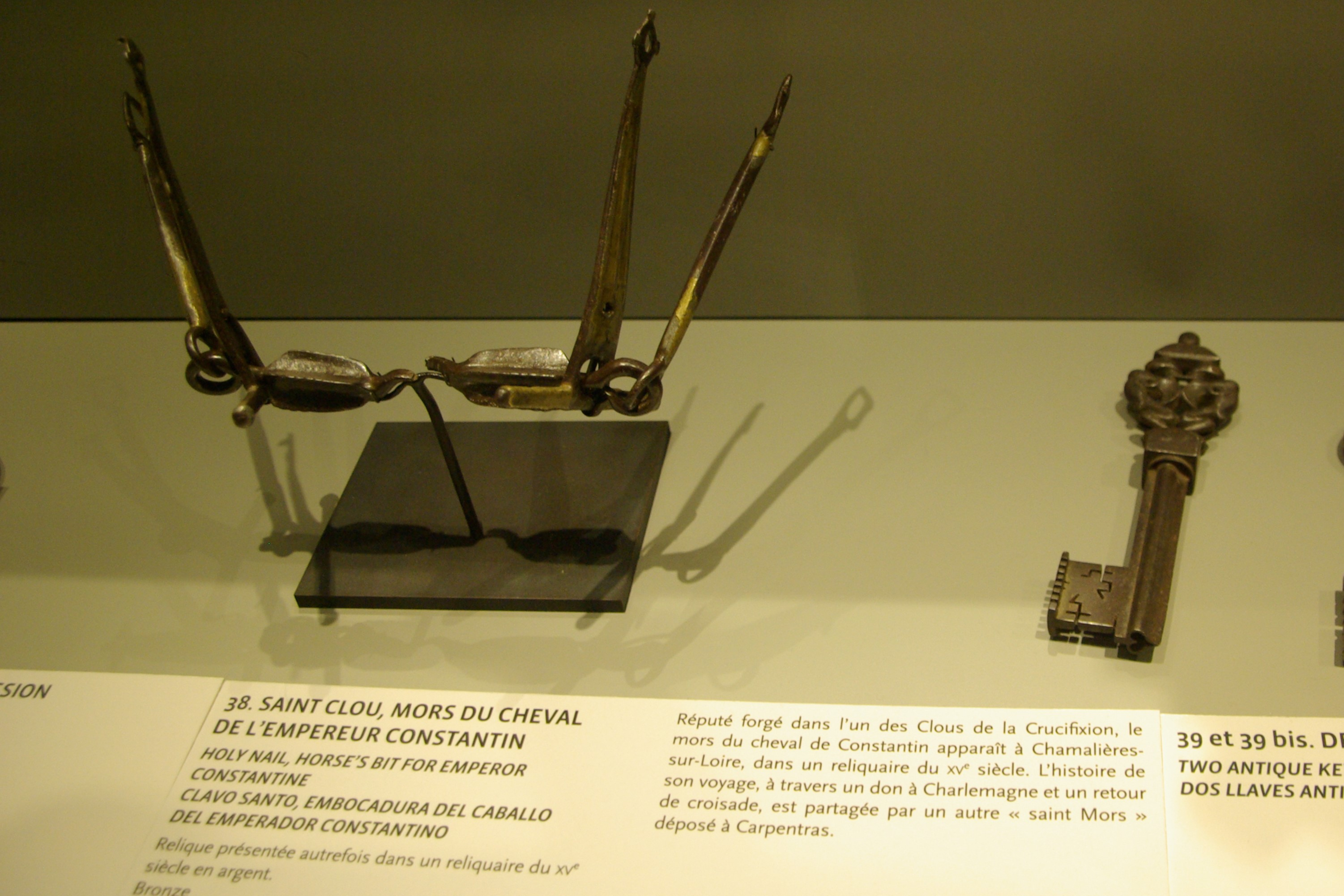
Saint Mors du Puy-en-Velay

Le Saint Mors, ou mors de Constantin, est un mors réputé avoir été forgé à partir d'un Saint Clou. Les Saints Clous auraient été récupérés par Sainte Hélène, la mère de l'empereur Constantin, et auraient servit à forger un mors, un casque ou une couronne, et un bouclier. Aujourd'hui, plusieurs Saints Mors sont connus.

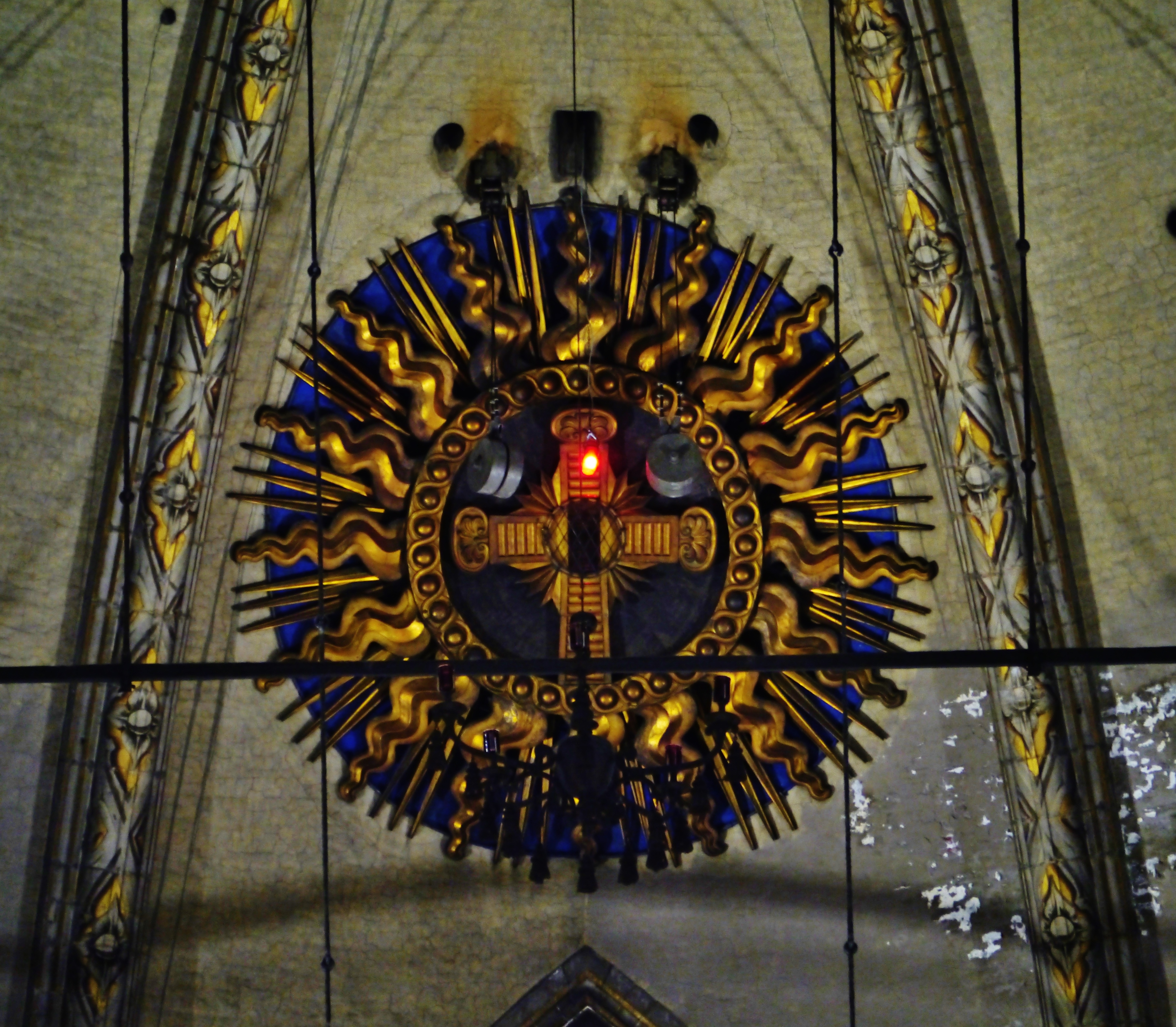
Reliquaire du Saint Mors de Milan

## Liste des Saints Mors connus
- Saint Mors de Carpentras[2], dans la chapelle du Saint Clou de la cathédrale Saint-Siffrein de Carpentras
- Saint Mors de Milan[3], sous la clef de voûte du Dôme de Milan
- Saint Mors du Puy-en-Velay[4], dans le trésor la cathédrale Notre-Dame du Puy-en-Velay